# Ligne de Saint-Maurice à Wesserling
 (août 2023).
La ligne ferroviaire Saint-Maurice - Wesserling est une ligne ferroviaire, jamais achevée qui devait relier Saint-Maurice-sur-Moselle à Fellering dans la région Grand Est de la France. La ligne aurait une longueur de 13,7 km et porterait le numéro de ligne 128 000. Elle peut relier la Ligne d'Épinal à Bussang à Gare de Bussang à la Ligne de Lutterbach à Kruth à Gare de Wesserling.

## Histoire
La décision de construire la ligne de chemin de fer par les Chemins de fer de l'Est pour assurer une liaison directe entre Nancy, Épinal et Mulhouse est prise le 11 juillet 1870. Une semaine plus tard, le 19 juillet 1870, la guerre franco-prussienne est déclarée et l'Alsace étant alors allemande, la construction est reportée sine die. Après la Première Guerre mondiale, au cours de laquelle l'Alsace redevient une partie du territoire français, la construction est finalement démarrée en 1932. En raison d'un manque de ressources financières et d'un changement de situation politique, la construction a été interrompue en 1935. Entre-temps, du côté d'Urbès, quelques ouvrages d'art et plus de 4 km du tunnel prévu de 8287 m avaient été creusés.
Pendant la Seconde Guerre mondiale, le tunnel a servi de chantier pour la construction d'armes V1 et V2. Après la guerre, l'importance d'achever le tunnel et le chemin de fer avait encore diminué à une époque où de nombreuses petites lignes de chemin de fer (et non rentables) étaient fermées. Les premiers mètres du tunnel sont fortifiés, mais ouverts au public. Une réserve d'eau pour l'alimentation d'Urbès a été créée dans la suite du tunnel. Il est ouvert au public plusieurs fois par an.
De Fellering à Urbès, plusieurs ouvrages d'art ont été construits. Le plus marquant est un viaduc à trois arches sans corps de voie de liaison à Urbès. De plus, certains viaducs plus petits sont en cours d'utilisation. Une partie du lit prévu est utilisée comme route agricole.

Ouvrages d'art de la ligne
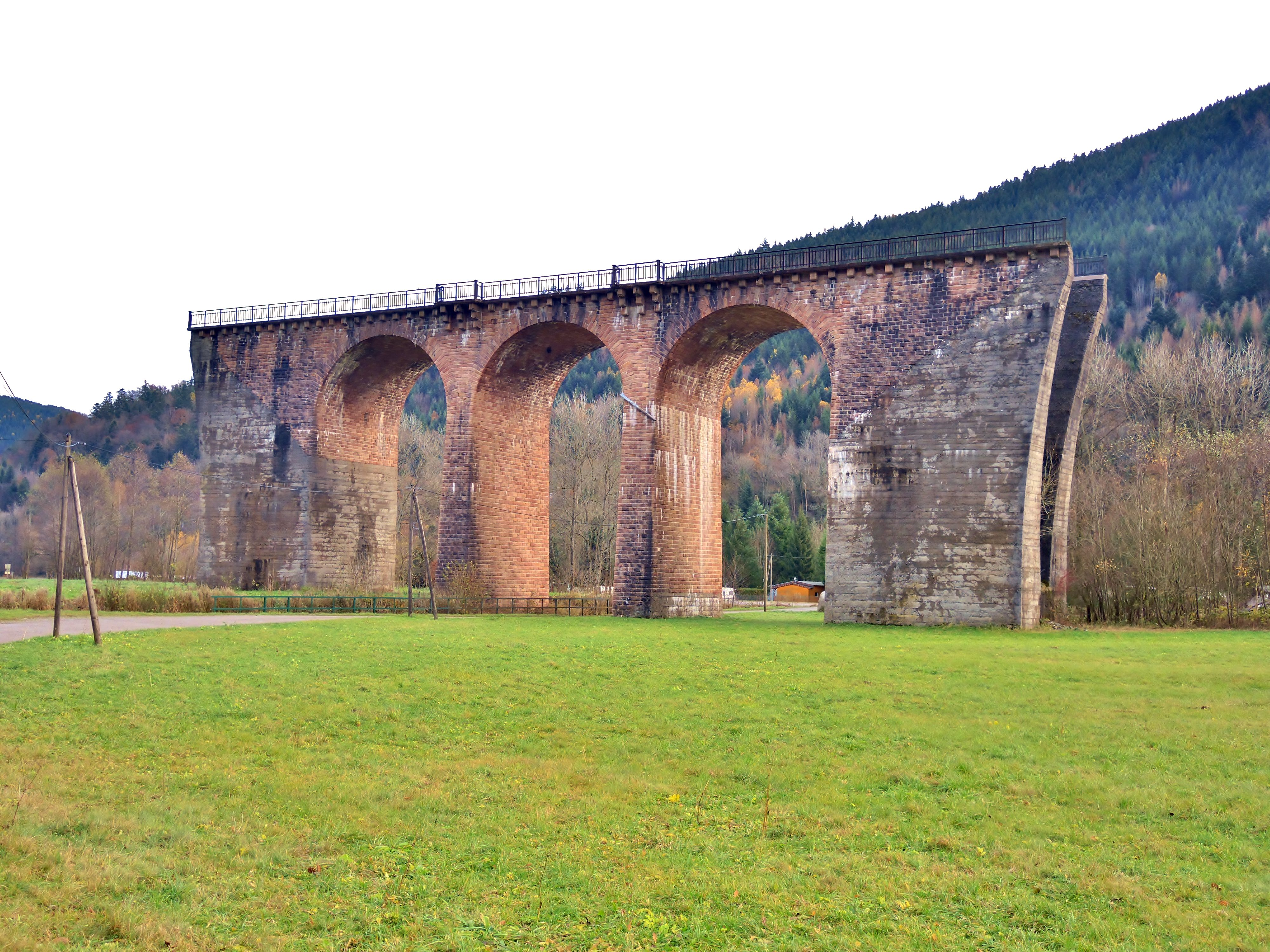
Pont sans Terre-plein a Urbès.
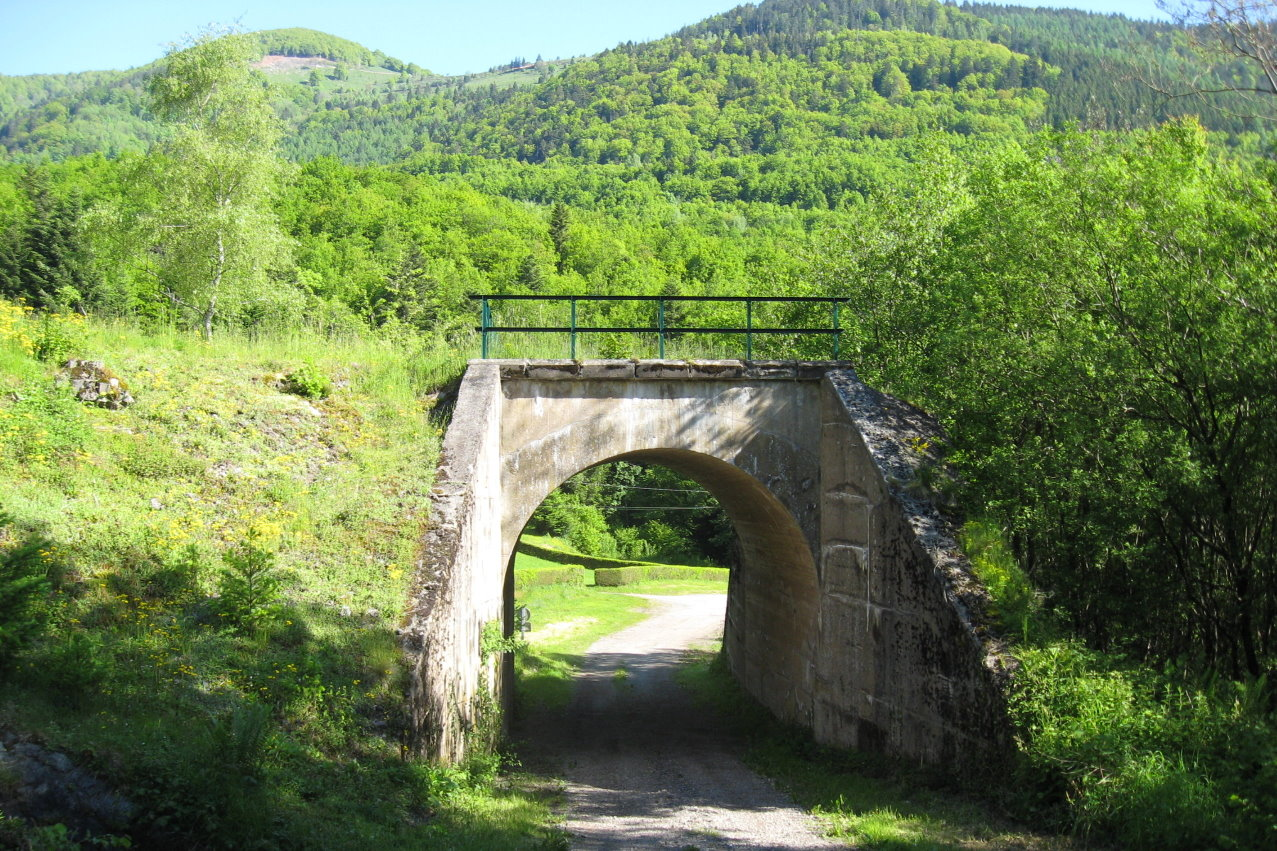
Petit pont entre Fellering et Urbès.
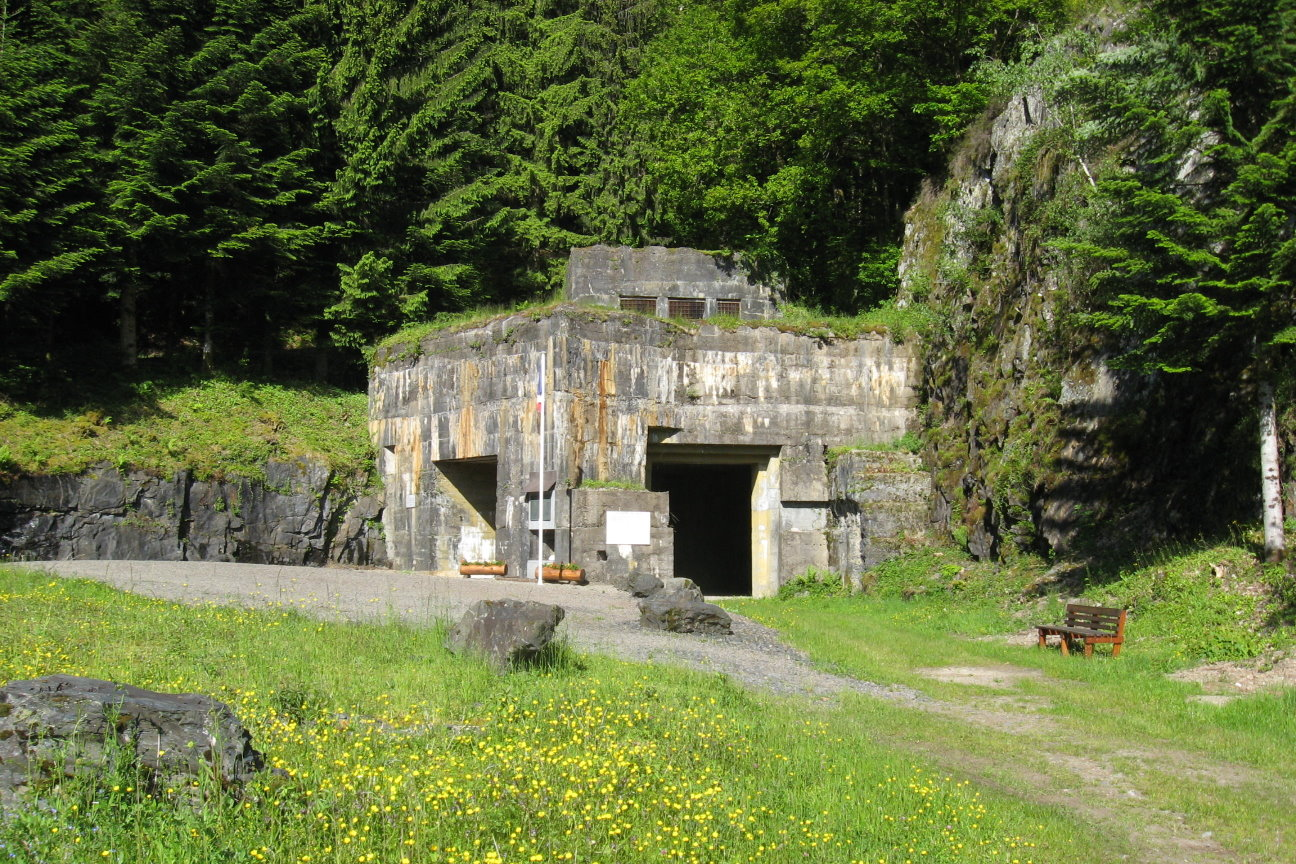
Bouche du tunnel de Bussang, côte Urbès.
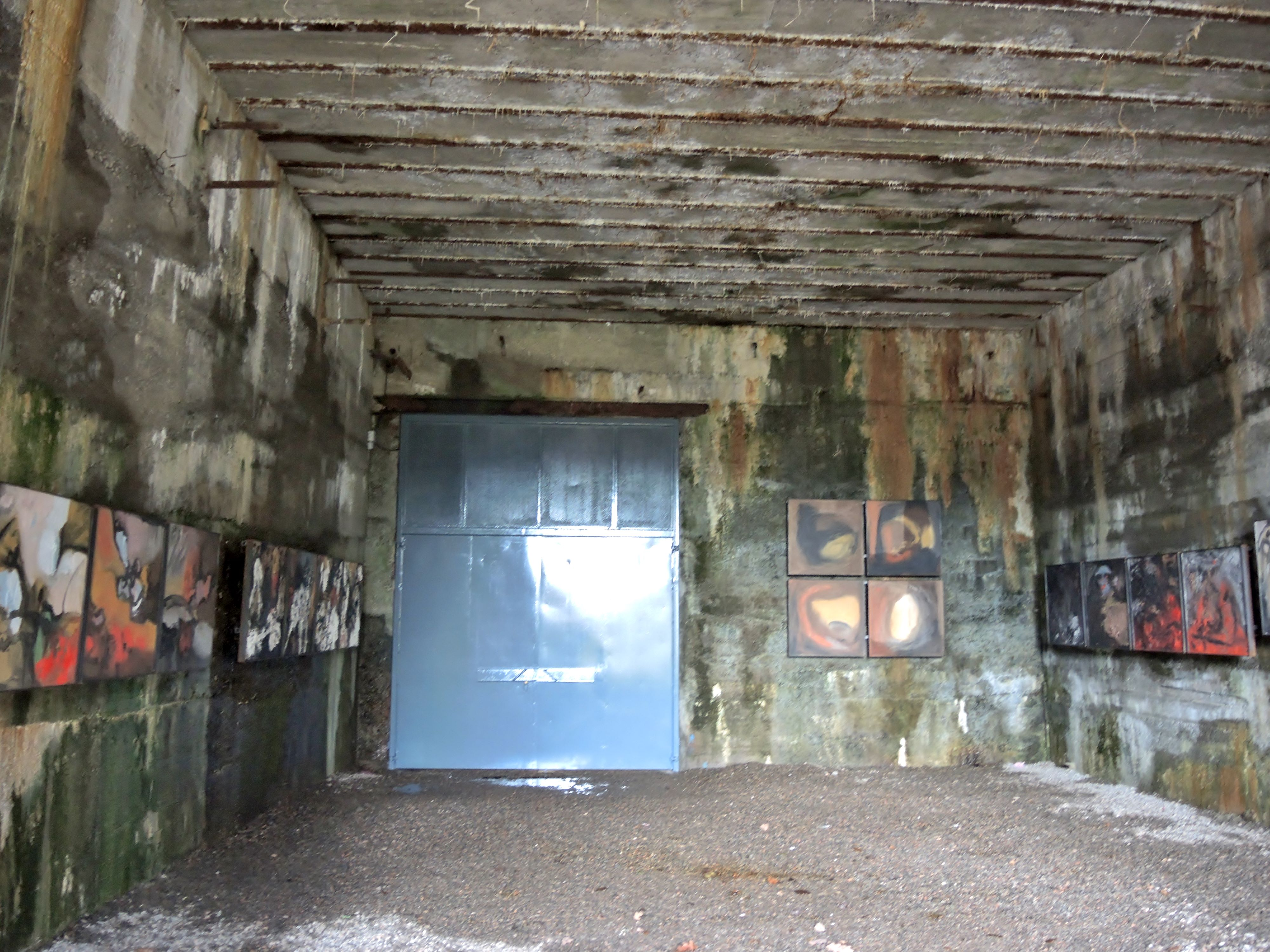
Exposition dans le bouche du tunnel.